# Ficus lasiocarpa
Ficus lasiocarpa är en mullbärsväxtart som beskrevs av Friedrich Anton Wilhelm Miquel. Ficus lasiocarpa ingår i släktet fikonsläktet, och familjen mullbärsväxter. Inga underarter finns listade i Catalogue of Life.